# Паркачиха
Паркачи́ха (рос. Паркачиха) — річка в Сарапульському та Камбарському районах Удмуртії, Росія, ліва притока Ками.
Річка починається на південній околиці урочища Власово Сарапульського району. Протікає на південний захід та захід, майже за 1 км до Ками повертає на південь і тече паралельно їй до села Єршовка Камбарського району. Окрім нижньої течії протікає через тайгу, майже на всьому протязі заболочена.
В гирлі річки знаходиться село Єршовка, трохи вище за течією кордон Созичиха. У верхній течії річку перетинає залізниця Сарапул-Перм.